# Seahriv, Polonne
Seahriv (în ucraineană Сягрів) este un sat în comuna Rohovîci din raionul Polonne, regiunea Hmelnîțkîi, Ucraina.

## Demografie
Componența lingvistică a localității Seahriv
     Ucraineană (98,8%)
     Alte limbi (1,2%)
Conform recensământului din 2001, majoritatea populației localității Seahriv era vorbitoare de ucraineană (98,8%), existând în minoritate și vorbitori de alte limbi.